# جاكي ميلن
جاكي ميلن (بالإنجليزية: John Milne)‏ (25 مارس 1911 في المملكة المتحدة - ) هو مدرب كرة قدم ولاعب كرة قدم بريطاني في مركز جناح ‏. شارك مع منتخب اسكتلندا لكرة القدم. أما مع النوادي، فقد لعب مع بلاكبيرن روفرز ونادي أرسنال ونادي دمبرتون ونادي ميدلزبره.

## وصلات خارجية
- جاكي ميلن على موقع قاعدة بيانات كرة القدم.إي يو (الإنجليزية)